# فرودگاه بین‌المللی اربیل
فرودگاه بین‌المللی اربیل (به انگلیسی: Erbil International Airport) (به زبان کردی: Firokaxaney Nêwdewletî Hewlêr) یک فرودگاه همگانی گشتی باربری با کد یاتا EBL و کد فرودگاهی ایکائو ORER است که دو باند فرود آسفالت دارد و طول باند قدیم آن ۲۸۰۳ متر و باند جدید ان ۴۷۸۸٫۷متر طول و پهنای ۹۰ متر است. این فرودگاه دارای یکی از طویل ترین باند های فرود در جهان است. این فرودگاه در شهر اربیل اقلیم کردستان عراق قرار دارد و در ارتفاع ۴۰۹ متری از سطح دریا واقع شده است.

## خطوط هوایی
| شرکت‌های هواپیمایی  | مقصدهای پروازی |
| ------------------ | --- |
| هواپیمایی ایرعربیا | فرودگاه بین‌المللی شارجه |
| اطلس جت            | فرودگاه بین‌المللی آتاترک |
| آستریا ایر         | فرودگاه بین‌المللی وین |
| اجیپت‌ایر           | فرودگاه بین‌المللی قاهره |
| هواپیمایی امارات   | فرودگاه بین‌المللی دبی |
| هواپیمایی اتحاد    | فرودگاه بین‌المللی ابوظبی |
| فلای‌دبی            | فرودگاه بین‌المللی دبی |
| جرمنیا             | فرودگاه بین‌المللی دوسلدورف، فرودگاه مونیخ، فرودگاه استکهلم-آرلاندا |
| هرمس ایرلاینز      | فرودگاه گتهنبورگ-لاندوتر، فرودگاه منچستر |
| هواپیمایی عراق     | فرودگاه بین‌المللی نجف، فرودگاه بین‌المللی کویین آلیا، فرودگاه بین‌المللی بغداد، فرودگاه بین‌المللی بصره، فرودگاه بین‌المللی رفیق حریری بیروت، فرودگاه بین‌المللی قاهره، فرودگاه بین‌المللی دمشق، فرودگاه بین‌المللی دبی، فرودگاه بین‌المللی آتاترک، فرودگاه بین‌المللی سلیمانیه |
| لوفت‌هانزا          | فرودگاه بین‌المللی فرانکفورت |
| مد ایرویز          | فرودگاه بین‌المللی رفیق حریری بیروت |
| ام‌ای‌آ              | فرودگاه بین‌المللی رفیق حریری بیروت |
| هواپیمایی پگاسوس   | فرودگاه بین‌المللی اسن‌بوغا |
| قطر ایرویز         | فرودگاه بین‌المللی دوحه |
| الملکیه الاردنیه   | فرودگاه بین‌المللی کویین آلیا |
| ترانساویا.کام      | فرودگاه اسخیپهول آمستردام |
| هواپیمایی ترکیه    | فرودگاه بین‌المللی آتاترک |

## شرکت‌های هواپیمایی و مقصدهای پروازی

### مسافری
These are the airlines and destinations serves from Erbil Airport:
| شرکت‌های هواپیمایی                   | مقصدهای پروازی                                                                                   |
| ----------------------------------- | ------------------------------------------------------------------------------------------------ |
| ایر عربیا                           | شارجه                                                                                            |
| ایر عربیا اردن                      | ملکه علیا                                                                                        |
| اطلس گلوبال                         | آتاترک                                                                                           |
| آسترین ایرلاینز                     | وین                                                                                              |
| هواپیمایی مصر                       | قاهره                                                                                            |
| فلای بغداد                          | بغداد                                                                                            |
| فلای‌دبی                             | دوبی                                                                                             |
| جرمنیا                              | دوسلدورف، مونیخ                                                                                  |
| هواپیمایی عراق                      | ملکه علیا، اسن‌بوغا، آنتالیا,بغداد، حیدر علی‌اف، بصره، قاهره، کپنهاگ، دوبی، فرانکفورت، آتاترک، نجف |
| هواپیمایی عراق اجرا توسط ایراکسپلور | برلین تگل، دوسلدورف                                                                              |
| لوفت‌هانزا                           | فرانکفورت                                                                                        |
| هواپیمایی ماهان                     | امام خمینی، سنندج                                                                                |
| هواپیمایی خاورمیانه                 | رفیق حریری بیروت                                                                                 |
| پگاسوس ایرلاینز                     | اسن‌بوغا، صبیحه گوکچن                                                                             |
| هواپیمایی قطر                       | حمد                                                                                              |
| الملکیه الاردنیه                    | ملکه علیا                                                                                        |
| ترکیش ایرلاینز                      | دیاربکر، اوگوزلی، آتاترک فصلی: آنتالیا، صبیحه گوکچن                                              |
| زاگرس‌جت                             | اسن‌بوغا، بغداد، حیدر علی‌اف، آتاترک,                                                              |

### باری
| شرکت‌های هواپیمایی | مقصدهای پروازی |
| ----------------- | -------------- |
| کوین ایرویز       | دوبی           |
| هواپیمایی اتحاد   | ابوظبی         |
| فیتس‌ایر           | دوبی           |
| الملکیه الاردنیه  | ملکه علیا      |
| ترکیش ایرلاینز    | آتاترک         |